# Zgrada u Strossmayerovoj 8 u Subotici
Zgrada u Strossmayerovoj 8 u Subotici je zgrada koja je spomenik kulture u Vojvodini. 
Građena je u stilu baroka i eklektike.
Promijenila je nekoliko vlasnika kroz povijest. 1823. je bila gostionica vlasnika Andrasa Winklea. 1837. su joj vlasnici bili Josip Rudić i Adolf Geiger. 1895. je adaptirana prema projektu Géze Kocke.